# Кан-Инголд-Прелог правила
Кан-Инголд-Прелог правила (Cahn-Ingold-Prelog), чешће називана CIP систем, CIP конвенције или CIP номенклатура, представљају низ конвенција које се користе примарно у органској хемији за потпуно описивање просторног облика посматраног молекула додељивањем стереодескриптора хиралним атомима. Применом CIP правила, свим супституентима сваког стереоцентра понаособ се додељују приоритети, на основу чега се одређује конфигурација молекула. CIP правилима се не може дати било каква информација о конституцији молекула (која се описује IUPAC номенклатуром) већ се њеном применом потпуно описује конфигурација молекула, првенствено енантиомера и диастереоизомера, али и неких једињења која садрже двоструку везу као што су алкени. Конвенцију су предложили Роберт Сидни Кан, Кристофер Келк Инголд и Владимир Прелог, по којима систем и носи име.

## Примена правила
По конвенцији, правилно одређивање конфигурације се састоји из неколико корака:
1. Одређивање хиралних атома у молекулу
2. Додељивање приоритета свим супституентима (лигандима) посматраног хиралног атома
3. Окретање молекула у простору тако да се супституент са најмањим приоритетом налази најудаљенији од посматрача
4. Додељивање стереодескриптора (одређивање конфигурације)

Поступак се понавља за све хиралне атоме у молекулу.

### Одређивање приоритета
Додељивање приоритета супституентима се врши на основу неколико њихових особина. Прво се разматра атомски (радни) број атома директно везаног за хирални атом, при чему већем атомском броју одговара и већи приоритет супституента. Тако нпр. приоритет халогених супституената опада у следећем низу:
Уколико два или више супституента имају исте атомске бројеве атома директно везаних за хирални, тражи се прво место разликовања. Илустровано:
Ако су у супституенту присутне вишеструке везе, по конвенцији, оне се мултиплицирају, односно приликом одређивања приоритета замењују одговарајућим бројем једноструких веза са истим атомом везаним за све умножене везе.
У случају да су два супституента различити изотопи једног елемента, приоритет има онај са већом атомском масом.
Уколико су два супституента конституционо идентична, а разликују се по конфигурацији:
- облик има већи приоритет у односу на S- облика
- облик има већи приоритет у односу на trans- облик

### Позиционирање молекула
Пре додељивања стереодескриптора посматраном стереоцентру потребно је молекул у простору позиционирати тако да се супституент са најмањим приоритетом налази најудаљенији од посматрача. У зависности од величине молекула, и пројекције у којој је он представљен, често је потребно извршити пребацивање у неку другу пројекцију. Не постоји шаблонски начин за извођење овог корака, али је често погодно молекул представити Фишеровом пројекцијом, јер је дозвољеним операцијама са Фишеровим формулама поједностављено одређивање конфигурације. Уколико се конфигурација одређује из Фишерове пројекције, супституент са најмањим приоритетом треба да заузима доње место у формули.

### Додељивање стереодескриптора
Након правилног позиционирања молекула, конфигурација се одређује на следећи начин: уколико опадајући редослед приоритета супституената прати смер казаљке на сату, конфигурација се обележава као R (лат. rectus), док у случају када је смер супротан смеру казаљке на сату, конфигурација се обележева стереодескриптором S (лат. sinister). У случају псеудоасиметричних хиралних атома, уместо R/S ознака, користе се r/s дескриптори.

## Примена код алкена
Код алкена и сличних једињења са двоструком везом, први корак представља одређивање приоритета супституената са обе стране двоструке везе. Примена CIP правила омогућава описивање геометрије оваквих молекула и у случајевима када разликовање cis/trans облика није могуће јер не постоје два иста (или веома слична) супституента са две стране двоструке везе. У таквим случајевима стереоизомера користе се другачије ознаке конфигурације: Z и E. Z конфигурација одговара  облику, и означава да су супституенти са највишим приоритетом са исте стране двоструке везе, док E конфигурација одговара  облику, тако да су два супституента са највишим приоритетима са различитих страна двоструке везе.